# Victoria-Knoten
Der Victoria-Knoten (auch als Prinz-Albert-Knoten oder manchmal als Doppelter Knoten bekannt) ist als Krawattenknoten eine Möglichkeit eine Krawatte zu binden.

## Herkunft
Der Victoria-Knoten wurde erstmals im Ashley-Buch der Knoten (englisch The Ashley Book of Knots) erwähnt. Er wird auch Prinz-Albert-Knoten genannt, da Prince Albert Frederick Arthur George of York (ab 1936 als Georg VI. König des Vereinigten Königreichs) ihn gern trug.

## Beschreibung
Der Victoria-Knoten ist dem Four-in-Hand ähnlich, jedoch weist der Victoria-Knoten mit drei Windungen eine Windung mehr auf als der Four-in-Hand und ist damit etwas dicker. Er ist dem Halben Windsorknoten ähnlicher, jedoch ist der Victoria-Knoten ein asymmetrischer Knoten. Die Asymmetrie soll eine „klassische und elegante Ausstrahlung“ bewirken. Geeignet sei er für „formelle Anlässen“. Durch das größere Volumen gegenüber dem Four-in-Hand soll der Victoria-Knoten „besonders charismatisch“ wirken, jedoch soll er „mehr Fingespitzengefühl beim Binden“ erfordern. Durch das Volumen zwischen dem Four-in-Hand und dem Halben Windsorknoten hat der Victoria-Knoten ein „mittleres Volumen“.
Der Knoten eignet sich für „dünne und ausgetragene“ Krawatten und soll bei einer „alten Krawatte, bei der Stoff bereits etwas dünner geworden ist“ gut wirken. Alles in allem sei er „elegant, geschmackvoll und gediegen“. Geeignet seien „längere Krawatten und schmale Kragenausschnitte“. Von anderer Seite werden hingegen Kentkragen, Haifischkragen, Hemden mit weit auseinanderstehenden Kragenschenkel sowie Tab-Collar-Kragen empfohlen. Besonders gut sei der Knoten für Männer geeignet, die unter einen Meter und 80 Zentimeter groß sind.

## Bindung
Gestartet wird mit der Vorderseite der Krawatte nach außen, wobei das breite Ende rechts liegt. Das breite Ende kommt auf der Vorderseite nach links über das schmale Ende und wird hinter dem schmalen Ende nach rechts geführt. Das breite Ende kommt erneut vorn nach links und dann hinten nach rechts. Hierauf wird das breite Ende über das schmale Ende geführt und somit die endgültige Schlaufe gebildet. Das breite Ende wird durch die Halsschlinge nach oben geführt und durch die Schlaufe gezogen und der Knoten festgezogen. Die erste – untere – Schlinge sollte leicht unter der zweiten Schlinge sichtbar sein.